# Marc-André ter Stegen
Marc-André ter Stegen hörenⓘ (* 30. April 1992 in Mönchengladbach) ist ein deutscher Fußballtorhüter. Seit 2014 steht er beim FC Barcelona unter Vertrag und wurde 2024 deren Mannschaftskapitän. Zudem spielt er seit 2012 für die A-Nationalmannschaft des DFB.

## Vereinskarriere

### Borussia Mönchengladbach
Marc-André ter Stegen spielte ab Juli 1996 bei Borussia Mönchengladbach und durchlief dort die gesamte Jugendabteilung. Im Jahre 2009 unterzeichnete er einen Profivertrag. Bevor ihn Gladbachs damaliger Trainer Lucien Favre zur neuen Nummer 1 der ersten Mannschaft machte, hatte er als Stammtorhüter in der zweiten Mannschaft gespielt.
Sein Bundesligadebüt gab ter Stegen am 10. April 2011 im Spiel gegen den 1. FC Köln. Er spielte auch in den restlichen sechs Bundesligaspielen der Saison 2010/11 und den beiden Relegationsspielen gegen den VfL Bochum; am Saisonende hielt seine Mannschaft die Klasse und erreichte den vierten Platz in der darauffolgenden Bundesligasaison 2011/12.
Am 6. Januar 2014 teilte Mönchengladbachs Sportdirektor Max Eberl auf einer Pressekonferenz mit, dass ter Stegen seinen bis 2015 laufenden Vertrag nicht verlängern werde.

### FC Barcelona
Zur Saison 2014/15 wechselte ter Stegen zum FC Barcelona. Er unterschrieb im Mai 2014 einen Fünfjahresvertrag und kostete 12 Mio. Euro Ablöse; seine Ausstiegsklausel lag bei 80 Millionen Euro. In seiner ersten Saison bei den Katalanen war ter Stegen in der Liga nur zweiter Torhüter hinter Claudio Bravo, in der UEFA Champions League sowie in der Copa del Rey jedoch gesetzt. Sein erstes Pflichtspiel für den FC Barcelona und gleichzeitig sein Champions-League-Debüt absolvierte er am 17. September 2014 am ersten Spieltag der Vorrunde beim 1:0-Sieg gegen APOEL Nikosia. In der Champions League absolvierte ter Stegen alle 13 Spiele. Hinzu kamen acht Einsätze in der Copa del Rey. Am Ende der Saison gewann ter Stegen mit seinem Team das Triple, bestehend aus Meisterschaft, Pokal- und Champions-League-Sieg.
Sein Debüt in der Liga gab er, bedingt durch eine Verletzung Claudio Bravos, am 12. September 2015 bei einem 2:1-Sieg gegen Atlético Madrid. Insgesamt absolvierte er in der Saison 2015/16 sieben Einsätze in der spanischen Liga. Nachdem Bravo im Sommer 2016 den FC Barcelona verlassen hatte und zu Manchester City in die englische Premier League gewechselt war, wurde ter Stegen in allen Wettbewerben zum Stammtorwart befördert.
Am 29. Mai 2017 verlängerte er seine Vertragslaufzeit bis 2022; seine Ausstiegsklausel wurde auf 180 Millionen Euro erhöht.
Nach der Saison 2019/20, die er mit dem FC Barcelona erstmals seit seinem Wechsel zu den Katalanen ohne Titel abschloss, unterzog er sich am 18. August 2020 einer Operation an der Patellasehne am rechten Knie und fiel danach bis November 2020 aus.
Im Oktober 2020 verlängerte ter Stegen seinen Vertrag bis zum 30. Juni 2025; seine Ausstiegsklausel wurde auf 500 Millionen Euro erhöht.
Die folgenden beiden Saisons verliefen ebenfalls nicht zufriedenstellend. In der Spielzeit 2020/21 konnte Marc-André ter Stegen unter dem neuen Cheftrainer Ronald Koeman zwar die Copa del Rey gewinnen, musste sich jedoch im Kampf um die Meisterschaft Atlético Madrid geschlagen geben. In der UEFA Champions League schied der FC Barcelona bereits im Achtelfinale deutlich gegen Paris Saint-Germain aus. Die darauffolgende Saison 2021/22 war stark geprägt vom überraschenden Abgang der Vereinsikone Lionel Messi, was eine markante Zäsur für den Verein darstellte. Die Meisterschaft wurde an den Erzrivalen Real Madrid verloren. Nach einem enttäuschenden Saisonstart wurde Ronald Koeman entlassen und durch Xavi, ter Stegens ehemaligen Mitspieler, ersetzt. Auch dieser konnte das frühzeitige Ausscheiden in der Gruppenphase der Champions League nicht abwenden. In der Europa League unterlag der FC Barcelona im Viertelfinale dem späteren Titelträger Eintracht Frankfurt.  Auch in der Copa del Rey sowie der Supercopa de España blieb der Erfolg aus, wodurch ter Stegen seine zweite titellose Saison erlebte.
In der Saison 2022/23 musste er zum zweiten Mal in Folge das Ausscheiden in der Gruppenphase der Champions League hinnehmen. In der Europa League schied er mit dem FC Barcelona darauffolgend bereits in den Play-offs gegen Manchester United aus. National konnte der FC Barcelona dagegen wieder Erfolge feiern und so gewann ter Stegen, neben der Supercopa de España, auch seine fünfte Meisterschaft. Daran hatte insbesondere ter Stegen einen hohen Anteil, in La Liga spielte er insgesamt 26 mal zu null und stellte damit den Rekord von Francisco Liaño aus der Saison 1993/94 ein. Mit insgesamt 18 Gegentoren kommt er auf nur 0,47 Gegentore pro Spiel und stellte damit einen weiteren Rekord von Francisco Liaño ein, dies gelang bereits Jan Oblak in der Saison 2015/16. Für seine Leistungen wurde er sowohl zum Torhüter wie auch zum Spieler der Saison ernannt.
Am 25. August 2023 gab der FC Barcelona die Verlängerung seines Vertrages bis zum 30. Juni 2028 bekannt.
Am 8. März 2024 bestritt ter Stegen beim 1:0-Sieg im Ligaspiel gegen RCD Mallorca sein 400. Pflichtspiel im Trikot der Katalanen.
Am 12. August 2024 wurde er bei der Mannschaftspräsentation, im Rahmen der Joan-Gamper-Trophäe, als neuer Mannschaftskapitän vorgestellt. Er übernahm die Binde von Sergi Roberto, der den Verein im Sommer verlassen hat und ist nach Bernd Schuster der zweite Deutsche, der dieses Amt beim FC Barcelona innehat.
Wegen einer Patellarsehnenruptur, die er am 22. September 2024 im Ligaspiel gegen den FC Villarreal erlitten hatte, fiel ter Stegen mehrere Monate aus.

## Nationalmannschaft

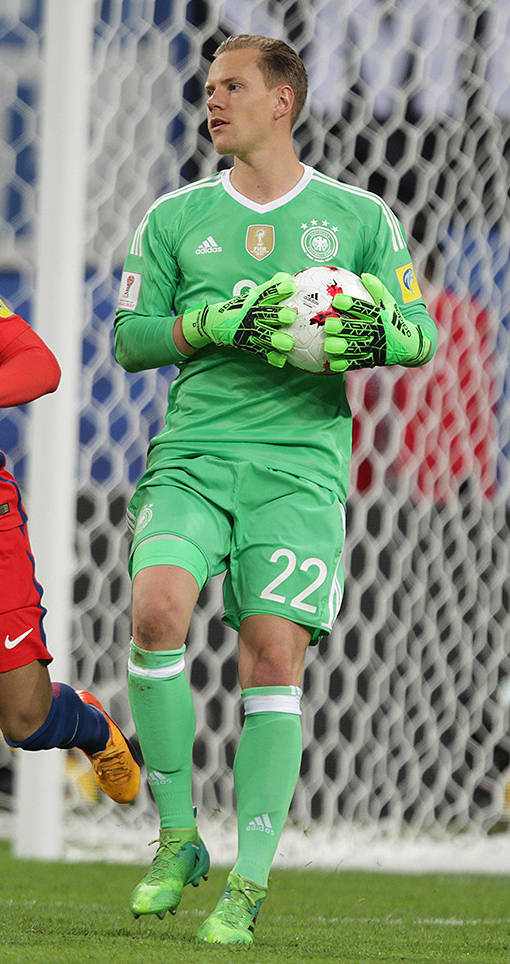
Marc-André ter Stegen beim Confed Cup 2017

Im Mai 2009 war er als Stammtorhüter im Kader des U-17-Nationalteams, das durch einen 2:1-Sieg im Endspiel gegen die Niederlande die U-17-Europameisterschaft 2009 in Deutschland gewann. Die Technische Kommission wählte ihn neben dem Italiener Mattia Perin als einen von zwei Torhütern in die Mannschaft des Turniers. Im darauf folgenden Herbst war er auch bei der U-17-Weltmeisterschaft 2009 in Nigeria Stammtorhüter, das Team scheiterte jedoch im Achtelfinale am späteren Weltmeister Schweiz.
Am 29. Februar 2012 gab er sein Debüt in der U-21-Nationalmannschaft, die in Halle (Saale) mit 1:0 gegen die Auswahl Griechenlands gewann. Trainer Horst Hrubesch berief ihn in den Kader zur U-21-Fußball-Europameisterschaft 2015 in Tschechien.
Nachdem ter Stegen von Bundestrainer Joachim Löw in den vorläufigen Kader der deutschen A-Nationalmannschaft für die Europameisterschaft 2012 berufen worden war, gab er am 26. Mai 2012 im St. Jakob-Park bei der 3:5-Niederlage gegen die Schweiz in der Startaufstellung sein A-Länderspieldebüt. Er war zu diesem Zeitpunkt nach Eike Immel der zweitjüngste Torhüter der Nationalmannschaft. Am 28. Mai 2012 gab Löw bekannt, dass ter Stegen im Gegensatz zu Ron-Robert Zieler, der schon einige Monate früher debütiert hatte, nicht zum endgültigen Kader gehöre.
Sein zweites Länderspiel absolvierte ter Stegen am 15. August 2012 in Frankfurt gegen Argentinien. Er wurde für Thomas Müller eingewechselt, nachdem Zieler mit einer Roten Karte vom Platz gestellt worden war. Sofort nach seiner Einwechslung hielt ter Stegen einen Elfmeter von Lionel Messi, der erstmals einen Strafstoß in der Nationalmannschaft nicht verwandelte, kassierte danach aber noch drei Treffer.
Für den vorläufigen Weltmeisterschaftskader 2014 wurde ter Stegen nicht berücksichtigt. Hingegen wurde er für das erste Vorbereitungsspiel am 13. Mai 2014 im Volksparkstadion gegen Polen nominiert, da einige Spieler aus dem Kader mit ihren Vereinen Pflichtspieltermine zu absolvieren hatten. Er wurde zu Beginn der zweiten Halbzeit eingewechselt und blieb erstmals in der deutschen A-Nationalmannschaft ohne Gegentor.
Ter Stegen stand im Kader der Nationalmannschaft für die Europameisterschaft 2016, bei der das deutsche Team im Halbfinale gegen Frankreich ausschied. Er blieb im Turnier jedoch ohne Einsatz.
Ter Stegen stand im Kader der DFB beim FIFA-Konföderationen-Pokal 2017 in Russland. Nachdem Bernd Leno im ersten Spiel gegen Australien nicht fehlerfrei geblieben war, rückte ter Stegen in die Startelf. Für die vier weiteren Begegnungen des Turniers legte sich das Trainerteam auf ihn als Stammtorhüter fest. Er stand in den folgenden Partien und im Finale gegen Chile jeweils die komplette Spielzeit im Tor und hatte Anteil am Gewinn des Konföderationen-Pokals. Aufgrund des Mittelfußbruchs des Stammtorhüters Manuel Neuer kam ter Stegen in den nächsten Test- und Freundschaftsspielen mehrfach zum Einsatz.  Bei der Weltmeisterschaft 2018 entschied sich Bundestrainer Joachim Löw für den erst kurz vor dem Turnier fit gewordenen Neuer als Stammtorhüter, so dass ter Stegen als Ersatztorwart erneut ohne Einsatz blieb. Er schied mit der deutschen Mannschaft als Gruppenletzter aus.
Aufgrund einer Knieoperation musste ter Stegen seine Teilnahme an der Europameisterschaft 2021 absagen.
Im November 2022 wurde er von Trainer Hansi Flick in den Kader für die Weltmeisterschaft 2022 berufen, kam jedoch in den drei Spielen zu keinem Einsatz.
Im Jahre 2023 vertrat ter Stegen das ganze Jahr lang Manuel Neuer als Nummer 1 der Nationalmannschaft, als dieser kurz nach der Weltmeisterschaft einen Skiunfall erlitt und bis zum Anfang der Saison 2023/24 ausfiel. Diesen Posten musste ter Stegen allerdings im Mai 2024 nach Neuers Rückkehr zur Nationalmannschaft wieder räumen. Neuers Rückkehr hätte bereits im März stattfinden sollen, allerdings fiel dieser kurzfristig aufgrund einer Verletzung aus, sodass ter Stegen schon im März die Rückennummer 1 für die gewohnte Rückennummer 22 abgeben musste.  
Im Mai 2024 wurde er von Bundestrainer Julian Nagelsmann in den Kader für die Europameisterschaft im eigenen Land berufen, wo Manuel Neuer erneut den Vorzug bekam.
Nachdem Manuel Neuer im August 2024 seinen Rücktritt aus der Nationalmannschaft verkündet hatte, wurde ter Stegen daraufhin von Bundestrainer Nagelsmann zum neuen Stammtorhüter der A-Auswahl ernannt. Wenige Wochen später erlitt er jedoch in einem Spiel der spanischen Primera División eine schwere Knieverletzung, durch die er mehrere Monate ausfiel. Am 4. Juni 2025 gab er im Halbfinale der Nations League gegen Portugal sein Comeback in der Nationalelf.

## Titel und Auszeichnungen

### Vereine
International
- Champions-League-Sieger: 2015
- Klub-Weltmeister: 2015
- UEFA-Super-Cup-Sieger: 2015

National
- Spanischer Meister (6): 2015 (ohne Einsatz), 2016, 2018, 2019, 2023, 2025
- Spanischer Pokalsieger (6): 2015, 2016, 2017, 2018 (ohne Einsatz), 2021, 2025 (ohne Einsatz)
- Spanischer Supercupsieger (4): 2016 (ohne Einsatz), 2018, 2023, 2025 (ohne Einsatz)

### Nationalmannschaft
- Confed-Cup-Sieger: 2017
- U-17-Europameister: 2009

### Auszeichnungen
- Welttorhüter, International Federation of Football History & Statistics (IFFHS): 2. Platz 2019[27]
- UEFA Team of the Year: 2018
- Alfredo-Di-Stéfano-Trophäe (Spieler der Saison): 2022/23
- Zamora-Trophäe (Torhüter der Saison): 2022/23
- Fritz-Walter-Medaille in Gold (U19): 2011[28]
- Fritz-Walter-Medaille in Bronze (U17): 2009
- Kicker-Torwart des Jahres: 2012[29]
- Mitglied der VDV 11: 2011/12
- Einstufung als Weltklasse in der Rangliste des deutschen Fußballs: Winter 2017/18, Sommer 2018, Winter 2019/20

## Privates
Der Nachname ter Stegen ist niederländisch. Ter Stegens Vorfahren stammen nach seinen Angaben aus den Niederlanden. Ab 2012 war er mit Daniela Jehle liiert und heiratete sie im Mai 2017 in Sitges in der Nähe von Barcelona. Im Dezember 2019 kam ihr gemeinsamer Sohn in Barcelona zur Welt, 2024 ein weiterer Sohn. Im März 2025 gab das Paar die Trennung bekannt.